# 美しき野獣 (1936年の映画)
『美しき野獣』（うつくしきやじゅう、Klondike Annie）は、メイ・ウエストとヴィクター・マクラグレンの主演により、1936年に公開された白黒のドラマ映画。ウエストが1921年に書いた戯曲『Frisco Kate』を基に、マリオン・モーガンとジョージ・ブレンダン・ドウェル (George Brendan Dowell) のチームが脚本を共作した。監督は、ラオール・ウォルシュが務めた。

## あらすじ
1890年代のサンフランシスコの中華街。歌手であるローズ・カールトンは、「フリスコ・ドール」という名で賭博場の舞台に立ち、経営者チャン・ロウの愛人にされていた。そこから逃げ出そうとしてロウに発見された彼女は、ロウを殺してしまい、逃亡する。乗り込んだアラスカ行きの船の航海中、ローズは船長ブル・ブラケットと惹かれ合う。
途中で寄港したシアトルから、アラスカでの伝道に赴くアニー・オルデンが乗り込んでくる。ブルは警察の手配からローズが殺人犯である事を悟り、困惑するが、彼女を助けることを決意する。一方、ローズはアニーと接するうちに聖書を学び始める。ところが、船がアラスカへ到着する前に、アニーは船中で病死してしまう。...

## キャスト
- メイ・ウエスト - フリスコ・ドール (The Frisco Doll) / ローズ・カールトン (Rose Carlton) / シスター・アニー・アーデン (Sister Annie Alden)
- ヴィクター・マクラグレン - ブル・ブラケット (Bull Brackett)
- フィリップ・リード - 警視正ジャック・フォレスト (Insp. Jack Forrest)
- ヘレン・ジェローム・エディ - シスター・アニー・オルデン (Sister Annie Alden)
- ハリー・ベレスフォード - ブラザー・バウザー (Brother Bowser)
- ハロルド・ヒューバー（英語版） - チャン・ロウ (Chan Lo)
- ルシール・グリーソン（英語版）（Lucille Webster Gleason 名義）- ビッグ・テス (Big Tess)
- コンウェイ・タール（英語版） - ヴァンス・パーマー (Vance Palmer)
- エスター・ハワード - ファニー・ラドラー (Fanny Radler)
- ソー・ヨング（英語版） - ローズのメイド、ファー・ウォング (Fah Wong, Rose's Maid)
- ジョン・ロジャース (John Rogers) - バディ (Buddie)
- テッド・オリヴァー (Ted Oliver) - グリッグスビー Grigsby)
- ローレンス・グラント（英語版） - サー・ギルバート (Sir Gilbert)
- ジーン・オースティン（英語版） - オルガン奏者
- ヴラディマー・バイコフ (Vladimar Bykoff) - マリノフ (Marinoff)

## 評価
グレアム・グリーンは、1936年に『スペクテイター (The Spectator)』への寄稿で、この映画を好意的に評し、「映画全体が楽しめるし、大傑作『わたしは別よ』以降のミス・ウエストの出演作のどれよりも面白い」と述べた。グリーンは、自分の意見が少数派であろうと認めた上で、ホーリネス運動の救済の姿を描いたウエストの演技が、害のない楽しいものであり、宗教に対する風刺ではないという自身の解釈を強調している。